# 比嘉秀平
比嘉 秀平（ひが しゅうへい、1901年（明治34年）6月7日 - 1956年（昭和31年）10月25日）は、沖縄県の官僚、教育者、琉球政府の政治家。1952年4月から1956年10月まで琉球政府行政主席を務めた。琉球民主党初代総裁。

## 経歴
沖縄県中頭郡読谷村に生まれる。小学校時代に事故で右腕を失うも、勉学に励み、1925年（大正14年）早稲田大学文学部英文学科を卒業する。
和歌山県の高野山中学に勤務後、約20年間の教員生活を送り、母校である沖縄県立第二中学校の教諭および沖縄県立第三中学校の教頭を務める。
沖縄戦では県立第三中学校の学徒隊を率いたが生還し、終戦後、沖縄民政府に採用されて、翻訳課長や官房長などを歴任した。
その行政手腕と英語での意思疎通ができることを買われて、1950年に設けられた臨時琉球諮詢委員会委員長を務めた。1951年4月に琉球臨時中央政府行政主席に就任し、翌年琉球政府が成立すると、その初代行政主席に就任した。
主席在任中の1956年に軍用地問題をめぐる島ぐるみ闘争が発生し、その解決に追われる中、同年10月に急死する。なお、後任の行政主席には那覇市長の当間重剛が就任した。
没後に勲三等瑞宝章を受章している。